# ITADA
ITADA ist die Abkürzung für Institut Transfrontalier d'Application et de Développement Agronomique, dt. Grenzüberschreitendes Institut zur rentablen umweltgerechten Landbewirtschaftung. Es hat seinen Sitz in Colmar (F) und wird im Europäischen Programm für regionale Entwicklung INTERREG kofinanziert von der Europäischen Union.
ITADA ist eine Einrichtung der grenzüberschreitenden Zusammenarbeit am Oberrhein zwischen dem Land Baden-Württemberg (D), der Région Alsace (F) und der Nordwestschweiz (CH) auf dem Gebiet der angewandten Forschung im Bereich rentabler und umweltgerechter Landbewirtschaftung. Es handelt sich dabei nicht um ein klassisches Institut mit eigenen Forschungseinrichtungen, sondern um eine Organisation mit einem Sekretariat und einem regelmäßig tagenden Leitungsgremium, in dem die beteiligten Institutionen zusammenarbeiten. ITADA stützt sich auf die bei den Beteiligten bestehenden Kapazitäten und vernetzt sie im Rahmen von Projekten der angewandten Forschung.
Aufgabe ist der Schutz der natürlichen Ressourcen, insbesondere des Trinkwasservorkommens von europäischer Bedeutung im Rheingraben (Oberrhein-Aquifer), sowie die Erhaltung eines flächendeckenden Netzes landwirtschaftlicher Betriebe durch die Erarbeitung von rentablen und umweltverträglichen Produktionsverfahren für bestehende und neue Kulturen bis hin zu Fragen der Vermarktung der so erzeugten Produkte. Die Abschlussberichte der verschiedenen Vorhaben dienen als Grundlage für die Beratung der Landwirte, insbesondere im Gebiet des südlichen Oberrheins zwischen Schwarzwald, Vogesen und Schweizer Jura durch die bestehenden Beratungseinrichtungen.

## Weblink, Quelle
- itada.org: Homepage, deutsch (9. Oktober 2010)